# Elementos de máquinas
Elemento de máquina  é o órgão unitário que em conjunto com outros componentes formam as partes elementares de uma máquina ou um mecanismo. Todo mecanismo ou máquina é composto por uma quantidade indefinida de itens, podendo este número ser maior ou menor dependendo da complexidade de projeto. Desta forma, tanto uma árvore de manivelas de um motor quanto uma simples engrenagem pode ser definido como um elemento de máquina. No entanto, uma porca ou parafuso, por serem “individualizáveis” e podem ser aplicados em circunstâncias diferentes das projetadas, são considerados elementos distintos.
Os elementos de máquinas podem ser classificados de acordo com a função principal para a qual eles foram desenvolvidos. Neste caso, são divididos em três principais categorias, sendo estas:
- Componentes estruturais, como treliças, rolamentos,  eixos lisos, eixos estriados, fixadores, vedação e lubrificantes;
- Mecanismos que controlam o movimento de formas variadas como redutores,  correias ou correntes de transmissão, acoplamentos, sistema de cames e roletes, incluindo freios e embreagens;
- Componentes de controle como botões, alavancas, indicadores, sensores, atuadores e controladores.

Apesar de geralmente não serem considerados elementos de máquinas, a geometria, a textura e cor das coberturas são uma parte importante das máquinas que determinam a aparência física e operacional entre os componentes mecânicos de uma máquina e seus usuários. Portanto, os elementos de máquinas são partes mecânicas básicas e componentes empregados na fabricação da maioria das máquinas.  Geralmente são padronizados em tamanhos comuns, porém é comum encontrar customizações para determinadas aplicações especiais. 
Os elementos de máquinas podem ser características de uma peça, como as roscas de um parafuso ou um rolamento totalmente massivo, ou eles podem ser peças discretas entre si ou em si mesmas como rodas, eixos, polias, rolamentos de rolagem, ou engrenagens. Todas as mais simples máquinas podem ser descritas como elementos de máquinas, e muitos dos elementos de máquinas incorporam conceitos de uma ou mais máquinas simples como as descritas. Por exemplo, um parafuso de avanço incorpora conceitos de uma rosca, que consiste em um plano inclinado circundante a um cilindro.

## Acoplamentos
Acoplamento é um conjunto mecânico, constituído de elementos de máquina, empregado na transmissão de rotação entre duas árvores ou eixos-árvore. Os princípios de rotação são transmitidos pelos acoplamentos segundo os princípios de atrito e de forma.

### Classificação dos acoplamentos
Os acoplamentos classificam-se em permanentes e comutáveis. Os permanentes atuam continuamente e se dividem em rígidos e flexíveis. Os comutáveis atuam obedecendo a um comando. Os acoplamentos podem ser fixos (rígidos), elásticos e móveis.
Os acoplamentos fixos servem para unir árvores de tal maneira que funcionem como se fossem uma única peça, alinhando as árvores de forma precisa. Por motivos de segurança, os acoplamentos devem ser construídos de um modo que não apresentem nenhuma saliência.

### Tipos de acoplamentos
- Acoplamentos de engrenagem.
- Acoplamentos de elástico.
- Acoplamentos de lâminas.
- Acoplamentos de tambor.
- Acoplamentos de fole.
- Acoplamentos de precisão.
- Acoplamentos miniatura.
- Acoplamentos de segurança.
- Acoplamentos rígidos.
- Acoplamentos hidráulicos.

## Mancal
Mancal é um dispositivo mecânico fixo, em geral em ferro fundido ou aço, e antigamente também de madeira, onde se apoia um eixo, girante, deslizante ou oscilante. Para diminuir o atrito, além da lubrificação, são adotados mecanismos intermediários entre o eixo e a peça:
- Bronzina (Mancal de Munhão): entre o eixo e o mancal, é colocada uma peça de material menos resistente do que os dois elementos, de tal forma que, quando o eixo gira, é o munhão que se desgasta, e não o eixo ou o mancal, é muito utilizado no virabrequim (árvore de manivelas ou cambota) de motores de combustão interna, onde costuma ser de bronze;
- Rolamento (Mancal de Rolamento): entre o mancal e o eixo é instalado um rolamento;
- Camada de fluido (Mancal Hidrodinâmico), que cria uma pequena camada entre o mancal e o eixo, diminuindo o atrito. Pequenos canais no munhão permitem a passagem do lubrificante;
- Campo magnético (Mancal Magnético): é constituído por dois elementos, um acoplado no eixo e o outro no mancal, que criam campos magnéticos da mesma polaridade, de tal forma que se repelem, permitindo desta forma que o eixo fique sem contato com o mancal.

## Chavetas
A chaveta é uma peça de um mecanismo que serve de trava de outras peças.
Entre eixos e polias, ou entre eixos e engrenagem para que estes tenham rotação síncrona. É feita de material condizente as sistema que travará (aço para sistemas de aço, madeira, ou outros). Tem a forma de um prisma de base retangular ou trapezoidal condizente à ranhura feita nos outros componentes.
Também se chama cunha ou cavilha.

## Correias
Correia na mecânica, é uma cinta de material flexível, normalmente feita de camadas de lonas e borracha vulcanizada, que serve para transmitir a força e movimento de uma polia ou engrenagem para outras.

## Correntes metálicas
Uma corrente metálica ou cadeia metálica (também chamada cadeado em algumas zonas de Portugal, diferente de cadeado) consiste numa série de elos ligados, feitos normalmente de metal.

## Cabo de aço
Um cabo de aço é constituído por dois ou mais fios enrolados lado a lado e ligados, ou torcidos ou entrançados, formando um único conjunto.

## Embreagem
A embreagem é o mecanismo utilizado em diversos veículos, para transmitir a rotação do volante do motor para as engrenagens da caixa de velocidades que, por sua vez, irá desmultiplicar essa rotação (consoante a engrenagem - ou mudança- selecionada) e transferi-la para o diferencial através do eixo. A transmissão entre o volante, fixado por meio de parafusos à cambota, e a caixa de velocidades dá-se através da pressão do disco de embreagem, um disco delgado de aço de elevada tenacidade cujas faces estão revestidas com um material de alta fricção, contra o volante do motor. Quando o disco está fixado contra o volante, a força de aperto deverá ser suficientemente grande para não permitir deslizamentos entre as duas superfícies - patinagem. O disco, na sua posição natural, é apertado contra o volante através do prato de pressão. Com a pressão do pedal da embreagem, o sistema de pressão, que pode ser constituído por molas ou outro sistema de pressão, como a embreagem de diafragma, alivia a pressão do prato, suprimindo o contrato do disco com o volante e, consequentemente, interrompendo a transmissão de força motriz para a caixa de velocidades.
É de salientar que, neste momento, ocorre uma gradual dessincronização entre a rotação da cambota e o veio primário da caixa de velocidades.
Por vezes os condutores optam por mandar reforçar a embreagem de forma a suportar binários maiores e dessa forma aumentar a sua longevidade. Este reforço pode ser em cerâmica ou kevlar e é muito utilizado em carros alterados (tuning). Tipicamente uma embreagem é mudada entre os 120.000km e 180.000km, mas dependendo do estilo de condução poderá gastar-se ao fim de apenas 40.000km. Por vezes, também é necessário substituir o volante motor.

## Freio
O freio é um tipo de mecanismo que permite controlar o movimento de aceleração de um veículo ou de uma máquina, de modo a retardar ou parar seu movimento e/ou impedir que o movimento seja reiniciado.
A energia cinética inerente ao movimento é transformada em calor por fricção. Alternativamente, em travagem/frenagem regenerativa, muita da energia é recuperada e armazenada em um capacitor ou transformada em corrente por um alternador, sendo então armazenada em uma bateria para uso posterior. A energia cinética aumenta com o quadrado da velocidade. Isto significa que se a velocidade de um veículo dobrar, ele tem quatro vezes mais energia.
Os travões devem, consequentemente, dissipar quatro vezes mais energia para parar o veículo e consequentemente a distância de travagem/frenagem é quatro vezes maior. Existem freios para a maioria dos veículos sobre rodas, incluindo desde automóveis de todos os tipos, a caminhões, aviões, comboios/trens, motocicletas, bicicletas e carrinhos de bebê. Os carros de bagagem e os carrinhos de supermercado podem ter freios para o uso em rampas móveis. Alguns aviões têm freios de roda e/ou aerodinâmicos em sua estrutura.

## Redutor de velocidade
O redutor de velocidade é um dispositivo mecânico que reduz a velocidade (rotação) de um acionador. Seus principais componentes são basicamente: Eixos de entrada e saída, rolamentos, engrenagens e carcaça. O redutor de velocidade é utilizado quando é necessária a adequação da rotação do acionador para a rotação requerida no dispositivo a ser acionado.
Devido às leis da física, quando há redução da rotação, aumenta-se o torque disponível.

## Came
Em engenharia mecânica, o came é uma parte de uma roda ou eixo giratório ressaltada e projetada para transmitir um movimento alternado ou variável a um outro mecanismo. É um elemento fabricado de algum material (madeira, metal, plástico) que tem seu contorno modificado para que seu movimento rotativo, cause um novo movimento em linha reta. Desse modo, conforme gira, o came “informa” ao seu contato que o giro foi efetuado, gerando um novo movimento, que por sua vez, pode gerar novos movimentos.
Existem diversos tipos de cames, aplicados em diversas área da mecânica clássica. na maioria dos casos, seu efeito é binário, ou seja, pode haver o movimento com ação e sem ação, porém existem cames com mais de uma “lombada” para determinadas aplicações.

## Tucho
Tuchos Hidráulicos são componentes semelhantes a amortecedores (em seu funcionamento) utilizados em motores a combustão. Destinam-se a eliminar a folga de trabalho entre o comando de válvulas e a válvula propriamente dita. 

## Máquina simples
Máquinas simples constituem, numa analogia, um como que "vocabulário básico" do qual se compõem todas as demais máquinas, mais complexas.
As máquinas simples são dispositivos que, apesar de sua absoluta simplicidade, trouxeram grandes avanços para a humanidade e se tornaram base para todas as demais máquinas (menos ou mais complexas) criadas ao longo da história pela humanidade.
As máquinas simples são dispositivos capazes de alterar forças, ou simplesmente de mudá-las de direção e sentido.